# Jõhvi Football Club Phoenix
Lo Jõhvi Football Club Phoenix, meglio noto come Phoenix Jõhvi e dal 2011 al 2016 come Lokomotiv Jõhvi, è una società calcistica estone con sede nella città di Jõhvi. Milita in Esiliiga B, la terza divisione del campionato estone.

## Storia

### Orbiit Jõhvi (1999-2010)
La società nacque nel 1999 col nome di Jõhvi Jalgpalliklubi Orbiit. Dopo dieci anni passati tra III Liiga e II Liiga, nel 2009 ottenne la prima promozione in Esiliiga; retrocesse l'anno successivo in quanto terminò il campionato all'ultimo posto.

### Lokomotiv Jõhvi (2011-2016)
Nel 2011 la squadra prese il nome di Jõhvi Football Club Lokomotiv, cambiò i colori sociali (rosso-bianco-azzurro invece di nero-bianco-verde) e vinse il proprio girone di II Liiga, tornando così in Esiliiga. La stagione in seconda serie si concluse col 2º posto che significò la storica promozione in Meistriliiga, dato che la prima classificata era la formazione riserve del Levadia Tallinn, non promuovibile.
Rimase in Meistriliiga solo nella stagione 2014, che concluse al nono posto; in seguito perse lo spareggio contro il Tulevik Viljandi. Retrocesso, rinunciò all'iscrizione in Esiliiga e ripartì dalla II Liiga.
Nel 2016 il Lokomotiv conclude il girone Nord/Est di II Liiga al 2º posto e accede allo spareggio contro la seconda dell'altro girone, il Keila, per restare in corsa per un posto in Esiliiga B; ma la doppia sconfitta (0-1 in casa e 8-0 in trasferta) lo estromette subito dai giochi. A fine stagione cede il titolo sportivo allo Järve Kohtla-Järve, diventandone la formazione riserve per la II Liiga 2017.

### Phoenix Jõhvi (2018-oggi)
Nel 2018 il club, a livello giovanile, viene rifondato col nome di Jõhvi Football Club Phoenix e nuovi colori sociali arancione e nero. Due anni dopo si riaffaccia sui campionati nazionali, partecipando alla III Liiga e classificandosi 7º nel girone est. Nello stesso girone arriva secondo nel 2021, dietro al Ganvix Türi, e viene poi ripescato in II Liiga. Inserito nel girone nord/est dell'edizione 2022, si classifica al nono posto.
Nella stagione 2023 è un diretto inseguitore del Maardu, capolista per molte giornate e vincitore finale. Il Phoenix Jõhvi si classifica al secondo posto, con gli stessi punti del Tarvas Rakvere ma favorito dagli scontri diretti, e accede ai play-off per un posto in Esiliiga B: in semifinale batte due volte il Saku Sporting (del girone sud/ovest, 6-1 in casa e 5-2 in trasferta), in finale è invece sconfitto dal Läänemaa, penultimo della terza serie, nonostante la vittoria nella partita di andata (3-0, al ritorno il Läänemaa vince 6-2) fallendo la promozione. Viene comunque ripescato a gennaio 2024 poiché il Maardu rinuncia a prendere parte all'Esiliiga B. 
Ritrovatosi così in terza serie e spostatosi temporaneamente allo stadio di Kiviõli per le partite in casa, disputa un campionato da medio-bassa classifica ottenendo infine il settimo posto.

## Palmarès

### Competizioni nazionali
- II Liiga: 2

2009, 2012

### Altri piazzamenti
- Esiliiga:

Secondo posto: 2013
- II Liiga:

Secondo posto: 2016, 2023

## Statistiche

### Partecipazione ai campionati
| Livello | Categoria    | Partecipazioni | Debutto | Ultima stagione | Totale |
| ------- | ------------ | -------------- | ------- | --------------- | ------ |
| 1º      | Meistriliiga | 1              | 2014    | 2014            | 1      |
| 2º      | Esiliiga     | 2              | 2010    | 2013            | 2      |
| 3º      | Esiliiga B   | 2              | 2024    | 2025            | 7      |
| 3º      | II Liiga     | 5              | 2006    | 2012            | 7      |
| 4º      | III Liiga    | 6              | 2000    | 2005            | 10     |
| 4º      | II Liiga     | 4              | 2015    | 2023            | 10     |
| 5º      | IV Liiga     | 1              | 1999    | 1999            | 2      |
| 5º      | III Liiga    | 2              | 2020    | 2021            | 2      |